# Eugenia Miulescu

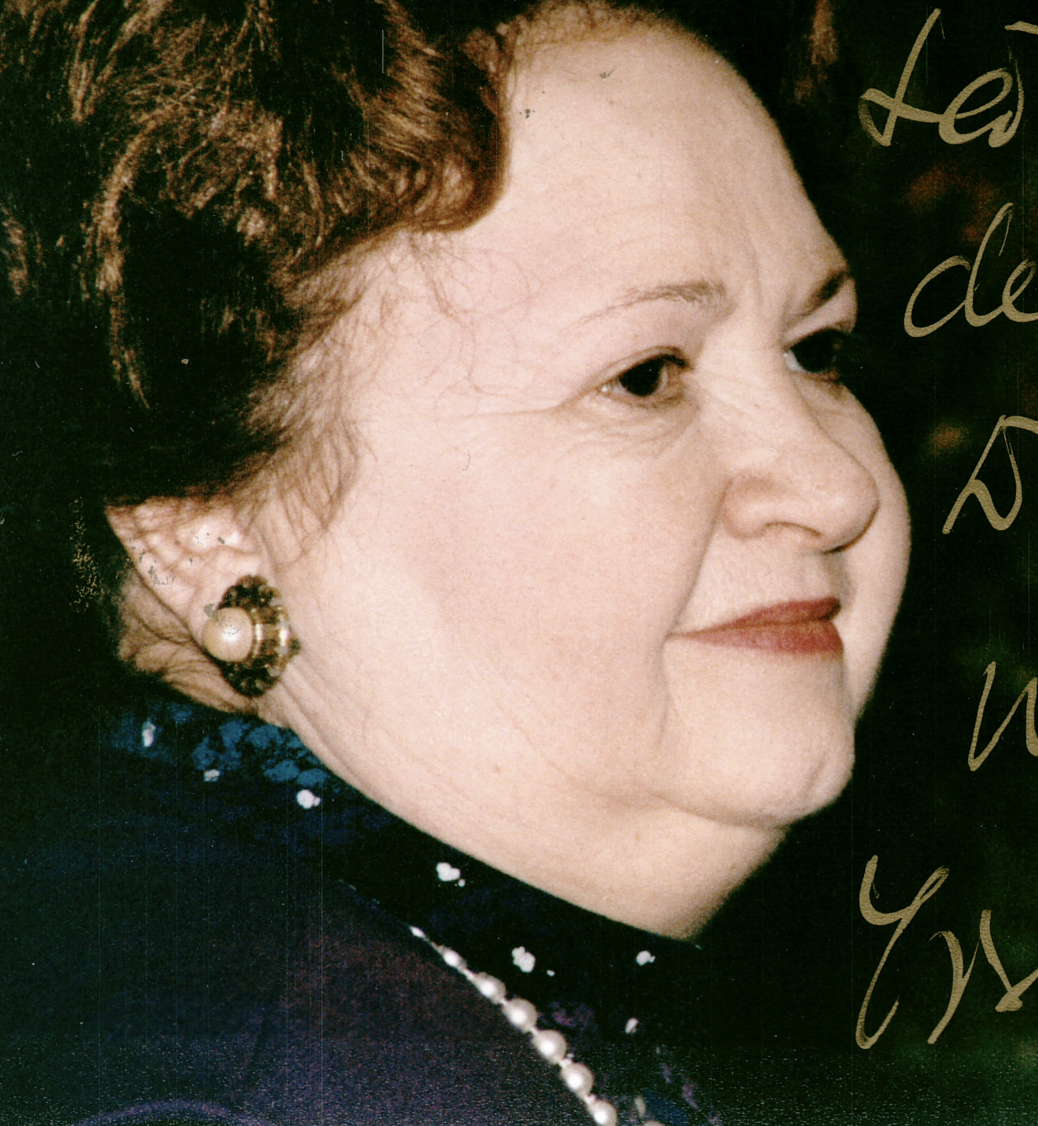

Eugenia Miulescu (n. 15 iunie 1938, Fumureni, județul Vâlcea – d. 1 martie 2005) a fost o poetă română, absolventă a Facultății de Filologie (secția română-franceză), Universitatea din București. Era soția scriitorului Petre Anghel.

## Opera
- 1981 Cetatea Făgăduinței,  Editura Junimea
- 1985 Cântec înainte de cină, Editura Cartea Românescă
- 1993 Posibila trecere,  Editura Uniunii Scriitorilor, Chișinău
- 2000 Apocalipsa orașului,  Editura Viață și Sănătate
- 2004 Singura lumină,  Editura Graphe, prefață de Florin Lăiu

Prezentă în volumul O antologie a poetelor din România, Editura Muzeului Literaturii Române, București, 2000. 
Sentimentul religios, atât de frecvent în lirica noastră, devine în poemele Eugeniei Miulescu dialog cotidian, tânguire duioasă, șoaptă caldă. Poeta nu cântă Divinul, ci îl proslăvește, nu-și pune întrebări legate de existența divinității și nici nu se lamentează în gesturi de cuprindere a dimensiunilor ei. Preocuparea intimă a poetei este înălțarea sufletului, a gândului, către acel loc tainic unde are loc întâlnirea sacră ce generează o binefăcătoare și fără egal bucurie. Chiar dacă drumul către acolo e greu și uneori aducător de neliniști, de eșecuri, poeta se încumetă să facă efortul pentru a atinge prima treaptă, conștientă că aici drumul e ușor. 
Despre poezia Eugeniei Miulescu au scris apreciativ Mircea Ciobanu, Paul Dugneanu, Virgil Cuțitaru, Elena Petrescu, Florin Lăiu etc. 
A publicat în revistele România literară, Ramuri, Convorbiri literare, Cronica.
A fost membru fondator al Asociației culturale Societatea de Mâine și membru în comitetul de redacție al revistei Avanpost.